# Boss Hog (album)
Albums de Boss Hog
Girl Positive 1993 Whiteout 2000
Boss Hog est le deuxième album de Boss Hog.

## Titres
| No  | Titre         | Durée |
| --- | ------------- | ----- |
| 1.  | Winn Coma     |       |
| 2.  | Sick          |       |
| 3.  | Beehive       |       |
| 4.  | Ski Bunny     |       |
| 5.  | Green Skirt   |       |
| 6.  | I Dig You     |       |
| 7.  | Try One       |       |
| 8.  | What The Fuck |       |
| 9.  | White Sand    |       |
| 10. | I Idolize You |       |
| 11. | Punkture      |       |
| 12. | Strawberry    |       |
| 13. | Walk In       |       |
| 14. | Texas         |       |
| 15. | Sam           |       |

## Commentaires
Cet album a été enregistré par la deuxième formation de Boss Hog, c'est-à-dire avec Jens Jurgensen et Hollis Queens autour de Jon Spencer et de Cristina Martinez.
Comme à l'accoutumée, on peut voir Cristina Martinez sur la pochette de cet album, mais cette fois-ci, habillée très traditionnellement.